# Proteïna CFH (Factor H)
El factor H, també conegut com a proteïna CFH, és una destacada glicoproteïna sèrica (a concentracions típiques de 110-615 μg/ml) del sistema del complement encarregada de regular la via del complement alternatiu en el plasma, sobre la superfície de les cèl·lules i de teixits propis; assegurant que el sistema de complement es dirigeix cap a patògens o un altre material perillós i no danya el teixit de l'hoste.
El factor H regula l'activació del complement en cèl·lules i superfícies mitjançant la unió a C3b, accelerant la desintegració de la via alternativa C3-convertasa, C3bBb; i la possessió d’activitat cofactora per a la divisió de C3b del factor I, que resulta en una funció inhibidora.

## Funció
El factor de complement H ajuda a regular una part de la resposta immunitària del cos coneguda com a sistema del complement. Aquest sistema requereix una regulació molt estricta per evitar una activació excessiva o inespecífica, de manera que només s'adreci a materials no desitjats i no danyi les cèl·lules sanes del cos.
Concretament, el factor H és important en la regulació de la via alternativa (AP) del complement, juntament amb altres molècules com la proteïna C3 (i els seus fragments C3a i C3b), el factor B, el factor D i el factor I.
A més de la regulació de la via alternativa del sistema complement, el factor H protegeix les cèl·lules pròpies davant d’un atac inespecífic del complement actuant com a un inhibidor d’aquesta via i conseqüentment, evita que el sistema de complement s'activi quan no és necessari. És capaç d'adherir-se a les membranes de les cèl·lules pròpies reconeixent i unint-se als seus dominis, evitant així l'opsonització de la cèl·lula, protegint-la. Cal destacar que la proteïna CFH exerceix la seva acció protectora sobre cèl·lules i superfícies pròpies però no sobre superfícies de bacteris o virus. No obstant això, hi ha excepcions importants, com per exemple el patogen bacterià, Neisseria meningitidis (també anomenat meningococcus).
Es creu que l’acció protectora del factor H prové de la capacitat d’aquest d'adoptar conformacions amb activitats més baixes o més altes com a cofactor per a l'activitat acceleradora de la desintegració de C3. La conformació de menor activitat és la forma predominant en solució i és suficient per controlar l'amplificació de la fase fluida. D’altra banda, la conformació més activa és induïda quan el Factor H s'uneix a glicosaminoglicans (GAGs) i àcids siàlics que generalment són presents en les cèl·lules hostes.

## Estructura
La proteïna CFH o FH és una glicoproteïna plasmàtica sintetitzada pel fetge amb una massa molecular de 150-155 kDa. És una proteïna molt soluble i abundant en el plasma a concentracions normals de 110-615 μg/ml. Està formada per 20 dominis repetitius units per enllaços curts (d’entre tres i vuit residus d’aminoàcids) i compostos per 60 aminoàcids anomenats complement control protein domains (CPP), o també anomenats short consensus repeats (SCR). Cadascun dels CPP tenen 4 residus de cisteïna disulfur enllaçats en una posició 1-3 2-4, i un nucli hidròfob construït al voltant d’un residu de triptòfan gairebé invariant. La seva estructura i estabilitat tridimensional és dependent de la formació de ponts disulfur interns en els dominis CCP. Els CCPs 1–4 i CCPs 19–20 s'uneixen a C3b mentre que els CCPs 7 i CCPs 19–20 s'uneixen a GAGs i àcid siàlic.
Com totes les proteïnes conté una regió N-terminal (que ocupa els dominis 1-4) capaç de regular l'activació del sistema complement en el plasma, i una regió C-terminal (que ocupa els dominis 19-20) que permet la unió transitòria de la proteïna a les superfícies cel·lulars. Aquesta última funció permet el reconeixement de les cèl·lules per part del sistema complement evitant així dany indiscriminat.
El factor H està codificat per un únic gen, el gen HF1 localitzat en el cromosoma humà 1q32. El gen HF1 està estretament relacionat amb altres gens com HFR1, HFR2, HFR3 HFR4 i HFR5 que codifiquen per 5 proteïnes plasmàtiques humanes relacionades amb el factor H.

### Característiques bioquímiques
Per anàlisi de RMN, es va determinar que el mòdul-3 del factor H tenia ressemblança amb el mòdul-3 del factor B, atès que ambdós competien per unir a C3b.
Utilitzant cristal·lografia de raigs X, es va resoldre l'estructura dels dominis C-terminal recombinants 19 i 20 de CFH a resolució d'1,8-angstrom. L'estructura va revelar que el domini-20 conté una hèlix alfa curta, així com un tros de residus bàsics a la seva base. La majoria de mutacions associades a l'aHUS desestabilitzen l'estructura o el clúster en una regió única en la superfície del domini-20. L'anàlisi de mutacions va indicar que la regió està involucrada en la unió C3b. Així, es va conclure que la majoria de les mutacions associades a l'aHUS a la superfície dels dominis CFH 19 i 20 interfereixen amb la interacció de CFH i C3b.
Es va presentar l'estructura del factor H amb el seu lligand patogen de proteïnes superficials a Neisseria meningitidis. Això va revelar com l'important patogen humà N.meningitidis subverteix les respostes immunitàries imitant a l'hoste, utilitzant proteïna en lloc de la química de carbohidrats carregats per reclutar el regulador del complement de l'hoste, el factor H. L'estructura també va indicar la base molecular de l'especificitat de l'hoste de la interacció entre el factor H i el meningococ.

## Mecanisme d'acció
En la via alternativa del sistema complement es forma un complex de proteasa inestable, la C3-convertasa que rep el nom de C3bBb. Aquest complex és capaç d'escindir la cadena alfa de la proteïna C3 fent que quedi al descobert un tioèster intern que serà molt reactiu amb nucleòfils. Això li dona a C3bBb un potencial per unir-se covalentment a superfícies biològiques, el que portarà a una opsonització i a la posterior opsonofagocitosis de la molècula o patogen opsonitzat. L'opsonització també promourà la propagació d'una cascada de senyalització que resultarà en l'alliberació de pèptids del complement, com les anafilotoxines, i la formació de complexos lítics d'atac a la membrana marcada.
El factor H accelera la descomposició de la via alternativa C3-convertasa. Juntament amb el factor I, provoquen la proteòlisi de C3b tallant la seva cadena alfa per generar dos fragments, un dels quals, el que queda unit a la superfície biològica, quedarà inactivant i passarà a dir-se iC3b (C3b inactiva). Aquest procés dut a terme pels dos factors, l'H i l'I, permet aturar tant l'opsonització com la funció del complement.
La rapidesa d'inactivació de l'estructura C3bBb per part del factor H dependrà de la composició química de la superfície on estigui unida el C3b. En presència d'àcid siàlic, l'afinitat entre el factor H i el C3b augmenta, fent que el segon es desactivi amb major rapidesa i facilitat. La presència de GAGs (glucosaminoglicans) també pot augmentar la velocitat de desactivació la presència de GAGs 

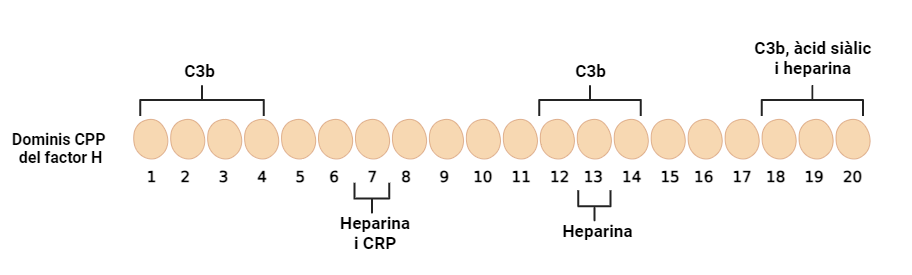
El factor H presenta llocs d'unió específics a molècules com CRP, C3b o heparina en els seus diferents dominis. La unió a aquestes molècules permet al factor H fer les seves funcions.

El principal lloc d'unió de C3b en el factor H es troba proper als dominis CPP 1-4 en la regió N-terminal d'aquest, però ha estat demostrat que com a mínim hi ha dos llocs d'unió en el factor H per un mateix complex C3b-superfície. La interacció que es dona entre les dues molècules involucra com a mínim dues regions en C3b que comprenen els residus 1187-1249 i 727-768. Múltiples interaccions entre les dues estructures podrien proporcionar flexibilitat pel funcionament o aturament de la via alternativa del sistema complement. A més del lloc d'unió a C3b, el factor H també te altres llocs d'unió als polianions, principalment en els dominis CPP 12-15, on es unirà amb l'heparina, per exemple. Una altra molècula que pot adherir-se al factor H és la CRP (C-reactive protein), una molècula que actua íntimament amb el factor H per les seves funcions en l'activació de la via clàssica del complement i en la inactivació de la via alternativa del complement.
Alternativament als reguladors units a la membrana, l'activació de la via alternativa del complement a les superfícies cel·lulars estarà regulada per l'afinitat entre la superfície i el factor H. La interacció i l’afinitat, principalment amb heparina i àcid siàlic, és important per discriminar entre superfícies pròpies i no pròpies. En absència del factor H o absència d'aquestes substàncies que permeten la seva unió a la superfície, l'activació del complement no queda restringida, el que portarà a diferents processos patològics.
A part d'unions amb C3b, heparina i CRP, el factor H presenta seqüències que reconeixen diversos microorganismes, els quals s'uneixen a dominis CPP específics del factor H i l'utilitzen com a protecció davant la fagocitosi del sistema complement. Alguns exemples són els bacteris Neisseria gonorrhoeae en els dominis 16-20 i Streptococcus pneumoniae, en els dominis 8-15 o el fong Candida albicans en els dominis 18-20. De la mateixa manera que els microorganismes, les cèl·lules tumorals també utilitzen aquesta estratègia per evadir el sistema complement, segrestant el factor H per a que s’adherexi a les seves superfícies evitant així la seva lisi i permeten la seva proliferació sense perill de ser eliminades atès que estan protegits pel factor H.

## Importància i alteracions clíniques
Mutacions i polimorfismes en el gen CFH, el codificant del factor H, es tradueixen en afectacions i malalties en les persones que les pateixen, indicant així la importància de dit factor en l'organisme i com afecta si aquest es veu perjudicat.

### Degeneració macular relacionada amb l'edat (DMAE)
La degeneració macular relacionada amb l'edat (DMAE) és un trastorn ocular degeneratiu que provoca ceguesa irreversible, majoritàriament a persones grans. Clínicament, la DMAE afecta inicialment a la zona central de la retina coneguda com la màcula, que impedeix la visió central, imprescindible en activitats quotidianes com llegir, conduir o identificar a persones i objectes. Compren des d’una fase primerenca a una fase tardana (DMAE avançada). La DMAE avançada es classifica en la forma no exsudativa o atròfica (DMAE seca) i en la forma exsudativa o neovascular (DMAE humida). La pèrdua de visió més severa s'associa típicament amb la forma humida. Múltiples factors genètics, el metabolisme lipídic, l'estrès oxidatiu i l'envelliment, juguen un paper en l'etiologia de la DMAE. La desregulació genètica de la DMAE s'estableix en el 46% i el 71% de la contribució a la malaltia, sent CFH i ARMS2/HTRA1 els dos loci de risc més notables entre els 103 loci associats a la DMAE fins ara. Tanmateix, s'ha demostrat que les variants genètiques del factor H amb major efecte en el risc de DMAE d'un individu, estan implicades en l'amortiment dels efectes de la via alternativa de complement. L'estrany canvi de codi funcional p.R1210C, en CFH resulta en una deficiència funcional en el factor H i condueix a un risc substancialment més alt de degeneració macular, així com a condicions renals mediades pel complement.
El 2005, diversos grups de recerca independents van identificar un SNP en CFH, que resulta en el canvi de proteïna p.Y402H, com a factor de risc per a la DMAE present en al voltant d'un terç dels europeus. Tot i que la seva freqüència d'al·lels varia considerablement entre diferents poblacions, Y402H s'ha associat de manera consistent amb l'aparició i progressió de la DMAE. Els heterozigots tenen aproximadament set vegades majors probabilitats d'associació amb la DMAE. Aquest SNP, localitzat en el mòdul CCP 7 del factor H, s'ha demostrat que afecta la capacitat de la proteïna del factor H per localitzar llocs d'inflamació en teixits retinals (per exemple, per polianions i pentraxines) i per regular la funció de la proteïna H del factor 1 a 7.

### Glomerulonefritis
El bon funcionament del factor H és essencial per a prevenir la lesió glomerular, variacions genètiques o adquirides que afecten la proteïna s'associen a lesions en els glomèruls renals, tot i això, encara no es comprenen completament els mecanismes relacionats amb el factor H que poden dur a terme aquest tipus d'afeccions.
Estudis realitzats en cèl·lules renals han demostrat que les FHRs, una família de proteïnes relacionades al factor H, afecten la regulació del complement de manera diferent. Les FHRs A, B, C i E, al compartir una estructura molt similar amb el factor H, presenten llocs d'unió molt similars a aquest, i interactuen de manera diversa amb lligands del mateix factor H. Les FHRs tenen efectes únics i poden variar el seu impacte en diferents cèl·lules renals generant diferents contextos de lesió.

### Factor H aliat al paràsit causant de la malària
El protozou Plasmodium falciparum, és un paràsit del gènere Plasmodium transmès pels mosquits Anopheles i causant de la malària en humans. El protozou incorpora el factor H de l'hoste infectat a la seva superfície i l'utilitza com aliat per evitar que aquest sigui detectat pel sistema complement. La unió al factor H per part del plasmodi es dona gràcies a la proteïna de superfície pfGAP50. Aquest mecanisme de defensa permet al protozou reproduir-se i transmetre's sense impediment.

## Factor H binding protein
Estudis preclínics van demostrar que la fHbp provoca una resposta robusta d'anticossos bactericides que es correlaciona amb la quantitat de fHbp expressada a la superfície bacteriana. fHbp és capaç d'unir selectivament el factor humà H, el regulador clau de la via alternativa del complement
fHbp va ser identificat, a partir de 570 marcs potencials de lectura oberta (ORF) que es van predir per codificar proteïnes de membrana externa, com una lipoproteïna putativa específica exposada a la superfície de Neisseria amb funció desconeguda, i anomenada GNA1870 (genoma derivat de l'antigen de Neisseria 1870 , en anglès, genome-derived Neisseria antigen 1870).

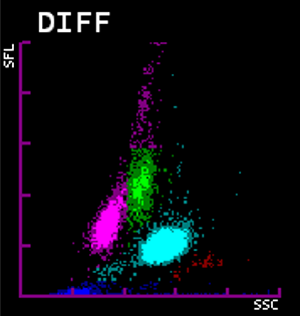
Fig.01. Exemple d'una citometria de flux

La fHbp es va identificar inicialment com una lipoproteïna exposada a la superfície (GNA1870), mitjançant vacunologia inversa, i seleccionada com un suposat antigen de la vacuna meningocòccica. Estudis posteriors van confirmar la localització superficial de fHbp per citometria de flux en totes les soques meningocòcciques analitzades, a més de demostrar que els antisèrums anti-fHbp provoquen la mort bacteriana mediada pel complement dels meningococs en l'assaig d'activitat bactericida sèrica (SBA).

### Variants de fhbp
La seqüenciació del gen fHbp en diverses soques de MenB va revelar la presència de tres variants principals (var1, var2, var3) o dues subfamílies (A i B: corresponents a variants 2/3 i 1, respectivament).
Les molècules de fHbp var1 i var3 consisteixen en dos dominis formats predominantment per cadenes de β disposades en una estructura bilobulada. Mentre que el domini C-terminal adopta una conformació canònica de barril beta, el N-terminal mostra un plec beta-canó en forma de taco més inusual caracteritzat per una major flexibilitat intrínseca (Fig.02) 

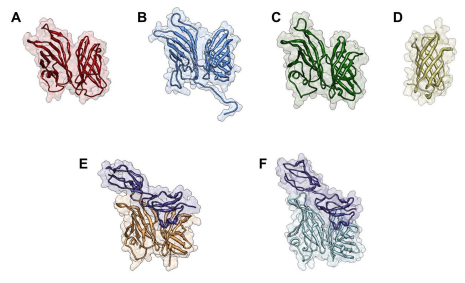
Fig.02. (A) Estructura de RMN de la proteïna variant 1.1 en solució aquosa (codi PDB 2KC0).
(B) Estructura de RMN de l'al·lel variant 1.55 o B01 en solució micel·lar (PDB 2KDY). (C)
Estructura cristal·lina de la variant 3 de fHbp (PDB 4AYI). (D) Estructura cristal·lina de la beta C-terminal
domini barril de la variant 2 de fHbp (PDB 4AYN). (E) Estructura cristal·lina de la variant fHbp 1,1 polzades
complex amb CCP6-7 del factor H humà (en violeta) (PDB 1WH0). (F) Estructura cristal·lina de fHbp
variant 3 en complex amb CCP6-7 del factor H humà (en violeta).

Estudis posteriors han demostrat que, encara que la fHbp és universalment present en els meningococs, la seva expressió superficial varia significativament entre soques. A més, la seqüenciació del gen fHbp en un panell d'aïllats meningocòccics va revelar una marcada variació de seqüència, consistent amb classificacions de fHbp en dues subfamílies (A i B) o tres grups principals de variants (1, 2 i 3), cadascun incloent diverses subvariants. 

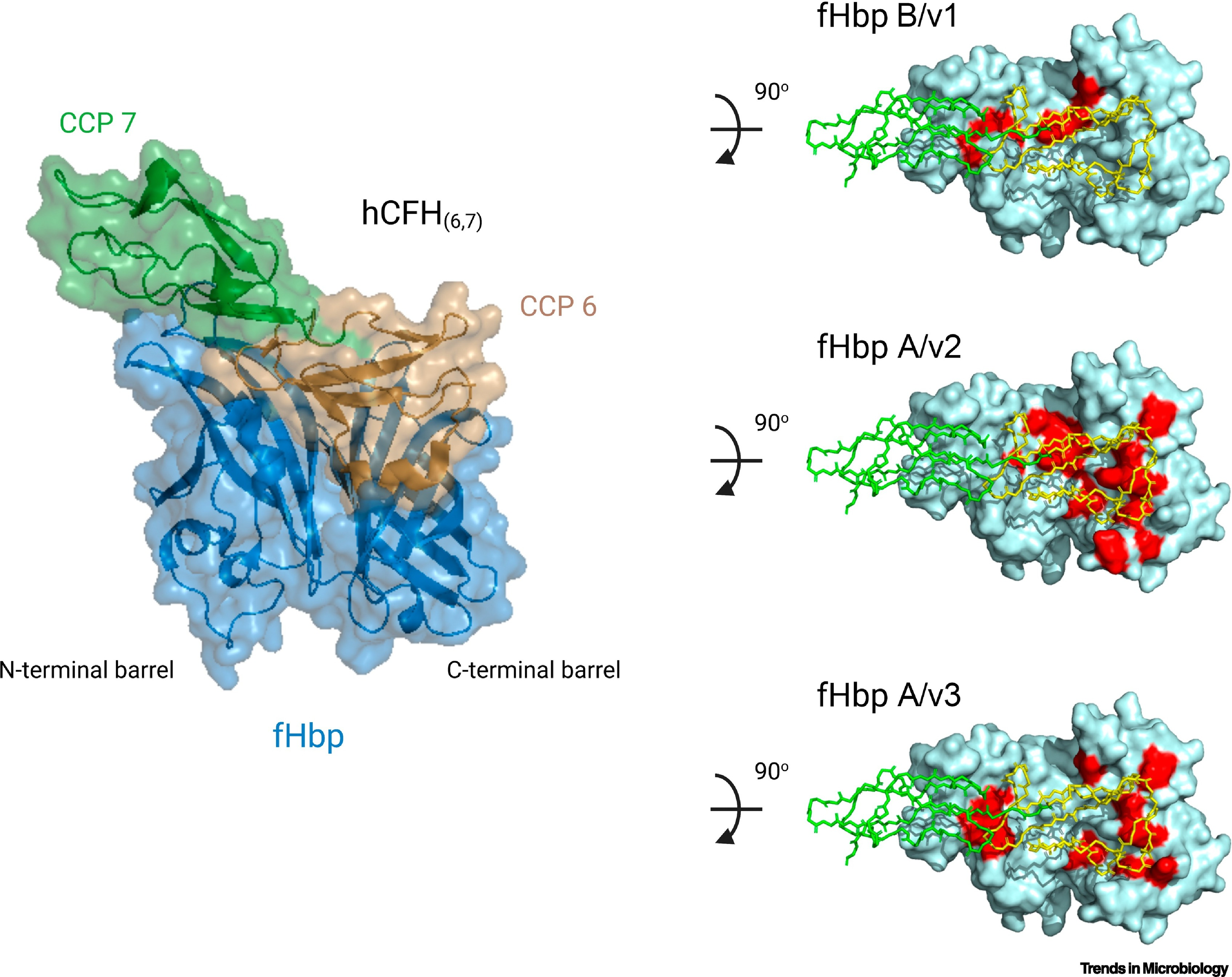
Fig.03. Estructura de la proteïna d'unió al factor H (fHbp) i els residus necessaris per a les interaccions d'alta afinitat amb el factor H del complement humà (CFH). La imatge de l'esquerra mostra la unió de fHbp (blau) a les proteïnes de control del complement CFH (CCP) 6 i 7 (daurat i verd, respectivament). Les imatges de la dreta mostren la substitució d'alanina d'aminoàcids en vermell de la família B/variant 1 (B/v1), la família A/variant 2 (A/v2) i la família A/variant 3 (A/v3) que causen un quintuplicat. o una disminució més gran de la unió a CFH CCPs 6 i 7 (groc i verd, respectivament) basat en l'estructura de fHbp A/v3 PDB: 4AYI (cian)

En rates lactants, els anticossos contra la proteïna fHbp de la variant recombinant 1 varen aportar protecció passiva provocant la mort bacteriana mediada pel complement de soques de diferents serogrups que expressaven subvariants de fHbp del mateix grup de la variant principal 1, però no de soques que expressaven fHbp de variants de diferents grups.

### Acció de fhbp
fHbp uneix FH a la superfície bacteriana, permetent al patogen evadir la mort complementada alternativa pel sistema immunitari innat de l'hoste i sobreviure en sèrum i sang humana. Les funcions addicionals proposades per fHbp inclouen la resistència al pèptid antimicrobià LL-37 i la unió a enterobactina, suggerint un paper potencial de fHbp en l'absorció de ferro.
S'han desenvolupat dues vacunes que contenen fHbp recombinant, ja sigui com a proteïna de fusió amb un segon antigen meningocòccic a la vacuna multicomponent 4CMenB , o com a dues subvariants de fHbp lipidada recombinant a la vacuna bivalent rLP2086.
L'eficàcia clínica de les vacunes seria capaç d'aportar la demostració més clara del seu benefici en la prevenció de malalties, però, a causa de la baixa incidència de la malaltia meningocòccica, aquests estudis són difícils i poc pràctics.

### Localització de fhbp
El gen fHbp també està present en soques d'espècies de Neisseria que estan estretament relacionades amb N. meningitidis. En particular, les soques de Neisseria cinerea contenen fHbp-1, mentre que Neisseria polysaccharea codifica fHbp-3, tot i que el gen està desplaçat en la majoria de soques

### Conclusions
Els estudis realitzats fins ara sobre fHbp donen suport a les següents conclusions:
- fHbp s'expressa a la superfície de gairebé totes les soques meningocòcciques provades.
- fHbp és altament immunogènic i és una diana prominent per als anticossos bactericides
- fHbp mostra variació de seqüència i es classifica en grups immunològicament diferents, que tenen una protecció creuada limitada
- Els nivells d'expressió de fHbp varien significativament entre diferents soques, i, el nivell d'expressió afecta la susceptibilitat a matar.

## Gen CFH
La proteïna CFH és codificada pel gen Complement Factor H (CFH). Aquest gen forma part del clúster de gens reguladors del sistema de complement (Regulator of Complement Activation, RCA). Aquest grup de gens inclou el factor d'acceleració de desintegració (DAF), la proteïna d'unió a C4 (C4BPA i C4BPB), i els gens relacionats amb H factor CFHR1, CFHR2, CFHR3, CFHR4, i CFHR5, entre d'altres. La família genètica ha sorgit per múltiples esdeveniments de duplicació.
Les mutacions en aquest gen s'han associat amb la síndrome hemolítico-urémica (SHU) i la nefropatia hipocomplementèmica crònica. S'han caracteritzat variants d'empalmament transcripcional alternatives que codifiquen diferents isoformes.
El gen CFH presenta 20 dominis, 59 variants, 2 isoformes, i, 20 interaccions. S'han realitzat més de 45 models 3D sobre la seva estructura, i, actualment hi ha 75 recerques publicades revisades.
L'identificador taxonòmic d'aquest gen és 9606 NCBI. I el seu llinatge taxonòmic és: cellular organisms > Eukaryota (eucaryotes) > Opisthokonta > Metazoa (metazoans) > Eumetazoa > Bilateria > Deuterostomia > Chordata (cordats) > Craniata > Vertebrata (vertebrats) > Gnathostomata > Teleostomi > Euteleostomi > Sarcopterygii > Dipnotetrapodomorpha > Tetrapoda > Amniota > Mammalia > Theria > Eutheria > Boreoeutheria > Euarchontoglires > Primates > Haplorrhini > Simiiformes > Catarrhini > Hominoidea > Hominidae > Homininae > Homo

### Localització del gen CFH
Localització genòmica

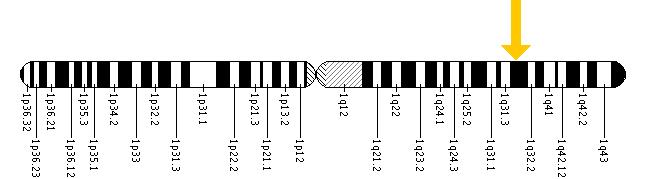
Localització del gen CFH a nivell genòmic en el cromosoma 1.

El gen CFH es localitza en el cromosoma 1 en 1:196,651,754-196,752,476. La mida d'aquest gen és de 100.723 bases i la seva localització és plus strand.
Localització cel·lular

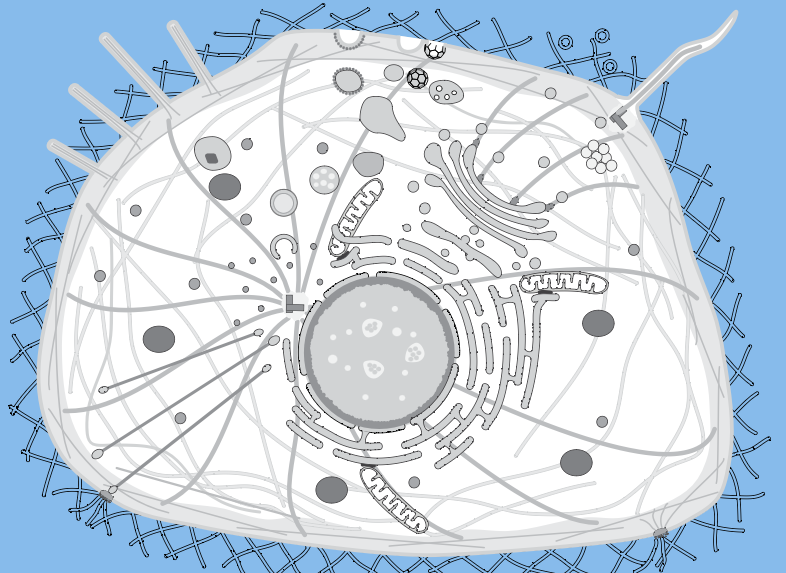
Localització a nivell subcel·lular del gen CFH. En blau es mostra l’espai extracel·lular, on es troba el gen.

El gen CFH no es localitza en cap orgànul cel·lular perquè és secretat per la cèl·lula a escala extracel·lular, trobant-se fora de la membrana plasmàtica.

### Clonació i expressió del gen CFH
Es va deduir la seqüència d'aminoàcids del factor humà H a partir de 3 clons cDNA superposats. La proteïna 1.213-residu està organitzada en 20 unitats homòlogues d'aproximadament 60-residus cadascuna, conegudes com a mòduls de 'repeticions de consens curt' (SCR) o 'proteïna de control del complement' (CCP). També es va identificar un segon producte genètic, una molècula de factor H de 43 kD (FHL1), present en el plasma humà.
Es va aïllar un cDNA complet corresponent al gen humà CFH i es trobà que l'empalmament alternatiu dona 2 productes: una transcripció de RNAm de 4.3 kb que codifica la proteïna de 150 kD de longitud completa i una transcripció de 1.8 kb que codifica la proteïna de 43 kD.
Es va descriure la isoforma FHL1 alternativament empalmada. Es va caracteritzar en plasma humà i es va trobar que tenia activitat reguladora del complement del factor H i activitat d'adhesió cel·lular. La proteïna FHL1 representa entre el 2 i el 10% de la concentració del factor H en el plasma.
Tres espècies diferents de RNAm (4,3 kb, 1,8 kb i 1,4 kb) per al factor complementari H s'expressen de manera constitutiva en el fetge. L'expressió de les 3 espècies diferents de RNAm està regulada per mecanismes de control específics del teixit.

### Malalties del gen CFH

#### Basar laminar drusen (BLD)
Basar laminar drusen, druses laminars basars en català, també anomenada Drusen cuticular, Drusen early adult-onset grouped, o, Drusen of Bruch membrane en anglès, és una malaltia genòmica representada amb l'acrònim BLD.
Les druses són dipòsits extracel·lulars que s'acumulen per sota de l'epiteli pigmentari de la retina a la membrana de Bruch. Les druses laminars basals es refereixen a un fenotip de druses d'inici adult primerenc que mostra un patró de nòduls subretinals grocs, petits i uniformes, lleugerament elevats, dispersos aleatòriament a la màcula. En etapes posteriors, aquestes druses sovint es fan més nombroses, amb grups agrupats de druses dispersos per la retina. Amb el temps, aquestes petites druses laminars basals poden expandir-se i, finalment, conduir a un despreniment de l'epiteli pigmentari serós de la màcula que pot provocar una pèrdua de visió.
El seu fenotip segons MIM és 126700 .

#### Complement factor H deficiency (CFHD)
Complement factor H deficiency, deficiència del factor H del complement en català, també anomenada CFH deficiency o Factor H deficiency en anglès, és una malaltia genòmica representada amb l'acrònim CFHD.
Es tracta d'un trastorn que es pot manifestar en diversos fenotips diferents, incloent-hi infeccions bacterianes asimptomàtiques recurrents i insuficiència renal. En conseqüència es produeix una disminució dels nivells sèrics del factor H, el component del complement C3 i una disminució d'altres components del complement terminal, cosa que indica l'activació de la via alternativa del complement.
S'associa a una sèrie de malalties renals amb presentació i progressió clínica variables, com ara la glomerulonefritis membranoproliferativa i la síndrome urèmica hemolítica atípica.
El seu fenotip segons MIM és 609814 .

#### Hemolytic uremic syndrome atypical 1 (AHUS1)
La susceptibilitat a la malaltia s'associa amb variants que afecten el gen CFH. Altres gens, com FHR3 i FHR1, poden tenir un paper en la modificació del fenotip.
Hemolytic uremic syndrome atypical 1, síndrome urèmica hemolítica atípica 1 en català, també anomenada AHUS, Atypical hemolytic uremic syndrome with H factor anomaly, D(-)HUS, Hemolytic-uremic syndrome, o, Hemolytic-uremic syndrome without diarrhea en anglès, és una malaltia genòmica complexa representada amb l'acrònim AHUS1.
La AHUS1 està caracteritzada per anèmia hemolítica microangiopàtica, trombocitopènia, insuficiència renal i absència d'episodis d'enterocolitis i diarrea. A diferència de la síndrome urèmica hemolítica típica, les formes atípiques tenen un pronòstic més dolent, amb taxes de mortalitat més altes i progressió freqüent a la malaltia renal terminal.
El seu fenotip segons MIM és 235400 .